# WWE Super ShowDown
WWE Super ShowDown – (pierwotnie stylizowane na Super Show-Down) gala pay-per-view profesjonalnego wrestlingu, promowana przez federację WWE. 
Wydarzenie powstało w 2018 roku i odbywało się tylko w krajach poza Stanami Zjednoczonymi. Pierwsza gali odbyła się w Australii i była pierwszą gali pay-per-view w tym kraju. Późniejsze wydarzenia odbyły się w Arabii Saudyjskiej w ramach 10-letniego partnerstwa na rzecz Saudi Vision 2030, która ma za zadanie pomóc Arabii Saudyjskiej z jej sytuacją gospodarczą.

## Produkcja
Każda gala Super ShowDown oferuje walki profesjonalnego wrestlingu z udziałem wrestlerów należących do brandów Raw i SmackDown. Oskryptowane rywalizacje (storyline’y) kreowane są podczas cotygodniowych gal Raw, SmackDown. Wrestlerzy są przedstawieni jako heele (negatywni, źli zawodnicy i najczęściej wrogowie publiki) i face’owie (pozytywni, dobrzy i najczęściej ulubieńcy publiki), którzy rywalizują pomiędzy sobą w seriach walk mających budować napięcie. Kulminacją rywalizacji jest walka wrestlerska lub ich seria.
W czerwcu 2018 roku WWE ogłosiła, że powróci do Australii, aby zorganizować wydarzenie pay-per-view i WWE Network, które będzie pierwszym wydarzeniem pay-per-view firmy wyprodukowanym w tym kraju. Wydarzenie nosiło tytuł Super Show-Down i odbyło się w Melbourne Cricket Ground w Melbourne w stanie Wiktoria 6 października 2018.
W 2018 roku WWE rozpoczęło 10-letnią współpracę z General Sports Authority, w celu wsparcia projektu Saudi Vision 2030. Pierwszą galą promującą projekt było Greatest Royal Rumble. Od tamtej pory WWE organizuje regularnie gale, w ramach współpracy. W 2019 roku WWE zorganizowało Super ShowDown (stylizowane bez myślnika) jako trzecie wydarzenie w ramach tej współpracy, a następnie drugie wydarzenie w chronologii Super ShowDown. Wydarzenie odbyło się 7 czerwca 2019 w Dżuddzie. Drugi Super ShowDown w Arabii Saudyjskiej odbył się 27 lutego 2020 w Rijadzie, dzięki czemu wydarzenie stało się cyklicznym wydarzeniem w partnerstwie Arabii Saudyjskiej. 

## Lista gal
| Gala                                       | Lokalizacja              | Arena                     | Walka wieczoru                                                                     |
| ------------------------------------------ | ------------------------ | ------------------------- | ---------------------------------------------------------------------------------- |
| Super Show-Down (2018) 6 października 2018 | Melbourne, Australia     | Melbourne Cricket Ground  | The Undertaker vs. Triple H No Disqualification match                              |
| Super ShowDown (2019) 7 czerwca 2019       | Dżudda, Arabia Saudyjska | King Abdullah Sports City | The Undertaker vs. Goldberg Singles match                                          |
| Super ShowDown (2020) 27 lutego 2020       | Rijad, Arabia Saudyjska  | Mohammed Abdu Arena       | "The Fiend" Bray Wyatt (c) vs. Goldberg Singles match o WWE Universal Championship |